# Sílvia Regina de Oliveira
Sílvia Regina de Oliveira (Mauá, 19 de abril de 1964) é ex-árbitra de futebol é atual gestora e instrutora de arbitragem.
Em 1980 fez seu primeiro curso de arbitragem.
Apitou futebol amador de 1982 a 1998.
Em 1997,17 anos depois de seu primeiro jogo amador, finalmente lhe foi permitido apitar jogos oficiais de sua Federação local.
Em 1999 passou a integrar a relação de árbitro da Confederação Brasileira de Futebol, onde fazia jogos como 4ª árbitra.
Em 2001 foi promovida ao quadro internacional de árbitros da FIFA até a jubilação na carreira em 2007.
Em 2003 foi a primeira árbitra mulher a apitar o Campeonato Brasileiro da Série A, fato nunca presenciado no futebol masculino profissional em todo o mundo.
Foi a primeira árbitra a dirigir jogos da Copa Sul-Americana pela CONMEBOL. Representou o país em Mundiais, e nos Jogos Olímpicos, em Atenas, no ano de 2004.
Em 2007, ao ser jubilada, recebeu uma condecoração honorifica, o “Grão Colar da Ordem Nacional do Mérito Desportivo”.
Foi a primeira mulher na Diretoria da Escola de Árbitros da Federação Paulista de Futebol.
Desde o início de 2008 compõe o Setor de Arbitragem da Federação Paulista de Futebol e é instrutora em eventos da CBF, CONMEBOL e FIFA.
Seu pioneirismo mais recente é o ser instrutora do VAR a partir de 2019 e a primeira mulher a ser observadora de VAR pela CBF, FPF e também Quality Manager VAR pela CONMEBOL.

## Carreira
Nascida em Mauá, Sílvia Regina é filha de um torcedor fanático pelo Juventus, o que fez com que ela passasse a acompanhar o pai durante os jogos e com apenas 16 anos decidir conhecer melhor as regras do futebol matriculando-se no curso de arbitragem em 1980. Fez o curso pela Liga de Futebol de Mauá, entendia que essa formação lhe auxiliaria em uma futura carreira de jornalismo esportivo. Em pouco tempo mudou de ideia e se tornou árbitra de futebol, atuando como bandeirinha em seu primeiro jogo dois anos mais tarde. Em 1985, fez o curso de árbitros pela Federação Paulista de Futebol tornando-se apta a dirigir jogos oficiais. Foi a única mulher em uma classe de 29 árbitros homens e obteve a melhor média de notas na época.
Sílvia começou apitando jogos de futebol de várzea, dente de leite, empresas, sindicatos, regionais até 1997, quando convidada pela Federação Paulista de Futebol para fazer jogos no estadual feminino.
No início de sua carreira foi difícil fazer da arbitragem uma “profissão”, pois trabalhava esporadicamente como arbitra. Graduou-se em Educação Física e especialização como técnica de futebol e ministrou aulas por décadas.
Com o passar dos anos Sílvia Regina foi conquistando um espaço considerável no mundo da arbitragem. Após as duas décadas de jogos amadores, perseverou e teve a primeira oportunidade para apitar um jogo entre profissionais na Federação Paulista de Futebol em 1999, partida no lendário campo do Jabaquara A.C. Contra a equipe do Comercial da cidade de Registro. A partir daí seus anos foram de pioneirismos e progressão.
Em 2001, apitou a abertura do Paulistão entre Mogi Mirim x São Paulo e neste Campeonato, no dia 4 de março, comandou um jogo inusitado entre a Palmeiras e Internacional de Limeira. Jogo empatado em seu tempo normal era necessário haver um vencedor, então eram cobrados tiros penais e ambas as equipes acertavam todos. Sílvia teve de pedir para que fossem acesos os refletores do antigo Parque Antártica, pois já estava anoitecendo e, inclusive, neste jogo o goleiro Marcos converteu o único gol de sua carreira. Por fim, a Inter de Limeira conseguiu desempatar e ganhar pelo placar inédito de 13 x 12.
No mesmo ano, passou a integrar o quadro internacional de árbitros da FIFA posto que perdurou até a jubilação na carreira como árbitra ao final de 2007.
Em 30 de junho de 2003, foi a primeira árbitra a apitar o Campeonato Brasileiro da série A, comandando um quarteto feminino de arbitragem, fato nunca antes presenciado no futebol masculino profissional em todo o mundo. A partida foi Guarani 0 x 1 São Paulo, no estádio Brinco de Ouro da Princesa em Campinas.
Fez clássicos do futebol nacional e internacional como São Paulo x Corinthians e França x EUA.
Também foi a única árbitra a dirigir jogos da Copa Sul-Americana pela CONMEBOL e a representar o país em Mundiais como China, Rússia, Portugal e Jogos Olímpicos de Atenas 2004, onde foi pré-selecionada para apitar a grande final se o Brasil não se classificasse.
Atuou em mais de 1.000 jogos em toda sua carreira e em 6 de dezembro de 2007, ao ser jubilada, recebeu uma condecoração honorifica chamada de “Grão Colar da Ordem Nacional do Mérito Desportivo” logo prosseguindo em sua missão na arbitragem.
Em 2009 tornou-se a primeira mulher a ser Diretora da Escola de Árbitros Flávio Iazzetti, da Federação Paulista de Futebol.
Desde o início do ano de 2008, integra a Comissão de Arbitragem da Federação Paulista de Futebol, e participa como instrutora em eventos da CBF, CONMEBOL e FIFA. Ministrou vários cursos para capacitação de árbitros no Brasil, países da América do Sul, ⁣Europa e África, além de ser pioneira no projeto VAR (árbitro assistente de vídeo), onde ministra aulas aos árbitros e trabalha em jogos como Observadora VAR.
PRINCIPAIS JOGOS DA CARREIRA
18 NO CAMPEONATO BRASIELRO DA SÉRIE A - Primeira Divisão Masculina:
ROD-CP-DATA-MANDANTE-VISITANTE-ÁRBITROS-ÁRBITROS ASSISTENTES 1-ÁRBITROS ASSISTENTES 2-QUARTOS ÁRBITROS
1-S-A-29/06/2003-GUARANI/SP-S. PAULO/SP-SP - SILVIA REGINA DE OLIVEIRA-SP - ANA PAULA DA SILVA OLIVEIRA-SP - ALINE LAMBERT-SP - PAULA THEOFILO DE LA VEJA
2-S-A-12/07/2003-FORTALEZA/CE-INTER/RS-SP - SILVIA REGINA DE OLIVEIRA-SP - ANA PAULA DA SILVA OLIVEIRA-SP - ALINE LAMBERT-CE - WLADYERISSON SILVA OLIVEIRA
3-S-A-23/07/2003-PAYSANDU/PA-CRUZEIRO/MG-SP - SILVIA REGINA DE OLIVEIRA-SP - ANA PAULA DA SILVA OLIVEIRA-SP - ALINE LAMBERT-PA - IRINEIA ADELAIDE DALMACIO
4-S-A-20/08/2003-JUVENTUDE/RS-BAHIA/BA-SP - SILVIA REGINA DE OLIVEIRA-SP - ANA PAULA DA SILVA OLIVEIRA-SP - ALINE LAMBERT-RS - CESAR GILBERTO PASTRO
5-S-A-28/09/2003-CRUZEIRO/MG-VITORIA/BA-SP - SILVIA REGINA DE OLIVEIRA-SP - ANA PAULA DA SILVA OLIVEIRA-SP - ALINE LAMBERT-MG - ENEAS EUGENIO AGUIAR
6-S-A-09/10/2003-PARANA/PR-PAYSANDU/PA-SP - SILVIA REGINA DE OLIVEIRA-SP - ANA PAULA DA SILVA OLIVEIRA-SP - ALINE LAMBERT-PR - CARLOS JACK R MAGNO
7-S-A-12/10/2003-S. PAULO/SP-CORINTHIANS/SP-SP - SILVIA REGINA DE OLIVEIRA-SP - ANA PAULA DA SILVA OLIVEIRA-SP - ALINE LAMBERT-SP - ANTONIO ROGERIO BATISTA PRADO
8-S-A-01/11/2003-ATLETICO/MG-CRICIUMA/SC-SP - SILVIA REGINA DE OLIVEIRA-SP - ANA PAULA DA SILVA OLIVEIRA-SP - ALINE LAMBERT-MG - SERGIO LUIS AVELINO
9-S-A-03/07/2004-SÃO PAULO/SP-PONTE PRETA/SP-SP - SILVIA REGINA DE OLIVEIRA-SP - ANA PAULA DA SILVA OLIVEIRA-ALINE LOPES LAMBERT-SP-PAULO ROBERTO FERREIRA
10-S-A-29/09/2004-PALMEIRAS/SP-SÃO CAETANO/SP-SP - SILVIA REGINA DE OLIVEIRA-SP - ANA PAULA DA SILVA OLIVEIRA-SP - MARIA ELIZA CORREIA BARBOSA-SP-ALEX SANDER ROSA LEFEU
11-S-A-16/10/2004-SANTOS/SP-PONTE PRETA/SP-SP - SILVIA REGINA DE OLIVEIRA-SP-MARCELO CARVALHO VAN GASSE-SP-MARINALDO SILVEIRO-SP-FLAMARION DAVID VOLPE
12-S-A-07/05/2005-PARANA/PR-JUVENTUDE/RS-SP - SILVIA REGINA DE OLIVEIRA FIFA-SP - FLÁVIO LÚCIO MAGALHÃES-SP - ALINE LOPES LAMBERT-PR - SANDRO SCHMIDT
13-S-A-29/05/2005-INTERNACIONAL/RS-FORTALEZA/CE-SP - SILVIA REGINA DE OLIVEIRA FIFA-SP - ANA PAULA DA SILVA OLIVEIRA-SP - MARIA ELIZA CORREIA BARBOSA-RS – ALEXANDRE BARRETO
14-S-A-27/07/2005-SANTOS/SP-PONTE PRETA/SP-SP - SILVIA REGINA DE OLIVEIRA FIFA-SP - ANA PAULA DA SILVA OLIVEIRA-SP - MARIA ELIZA CORREIA BARBOSA-SP - PHILIPPE LOMBARD
15-S-A-04/08/2005-FORTALEZA/CE-FIGUEIRENSE/SC-SP - SILVIA REGINA DE OLIVEIRA FIFA-SP - ANA PAULA DA SILVA OLIVEIRA-SP - MARIA ELIZA CORREIA BARBOSA-CE - MÁRCIA MENDES DE OLIVEIRA
16-S-A-13/08/2005-PAYSANDU/PA-ATLÉTICO/PR-SP - SILVIA REGINA DE OLIVEIRA FIFA-SP - ANA PAULA DA SILVA OLIVEIRA-SP - MARIA ELIZA CORREIA BARBOSA-PA - JANISON GURJÃO VIEIRA
17-S-A-11/09/2005-VASCO/RJ-JUVENTUDE/RS-SP - SILVIA REGINA DE OLIVEIRA FIFA-SP - ANA PAULA DA SILVA OLIVEIRA-SP - MARIA ELIZA CORREIA BARBOSA-RJ - JORGE COELHO FREM
18-S-A-15/10/2005-FORTALEZA/CE-PAYSANDU/PA-SP - SILVIA REGINA DE OLIVEIRA FIFA-RN - MILTON OTAVIANO DOS SANTOS-SP - MARIA ELIZA CORREIA BARBOSA-CE - MARCOS ANTONIO DA SILVA SAMPAIO
10 CONVOCAÇÕES INTERNACIONAIS
01 - 2001 - San Francisco Cup - San Francisco - Estados Unidos - Universidade de San Francisco
02 - 2001 - Mundial Universitário de Pequim -   China - FIFA
03 - 2001 - Sul-Americano Feminino Sub 19 - Salta - Argentina - CONMEBOL
04 - 2004 - Sul-Americano Feminino - Encarnación - Paraguai - CONMEBOL
05 - 2004 -   Olimpíadas de Atenas - Atenas - Grécia - FIFA
06 - 2005 - Algarve Cup - Algarve - Portugal - FIFA
07 - 2006 - Sul-Americano Feminino - Vinha Del Mar - Chile - CONMEBOL
08 - 2006 - Algarve Cup - Algarve - Portugal - FIFA
09 - 2006 - Mundial Sub 20 - Moscou - Rússia - FIFA
10 - 2007 - Algarve Cup - Algarve - Portugal - FIFA
A partir de 2008 deixa de ser árbitra e inicia sua carreira na administração esportiva de arbitragem.

## Prêmios
- Condecoração honorifica “Grão Colar da Ordem Nacional do Mérito Desportivo” em 2007.

## Homenagens
Foi uma das homenageadas em 2015 pelo Museu do Futebol, em São Paulo, no projeto Visibilidade para o Futebol Feminino, apesar de já fazer parte do acervo do museu desde sua abertura em 2008.